# ایلیوشین ایل-۳۸
ایلیوشین ایل-۳۸ "دلفین"  ( نام ناتو : می ) یک هواپیمای گشت دریایی و هواپیماهای جنگی ضد زیر دریایی است که در اتحاد جماهیر شوروی طراحی شده است. این هواپیما نسخه توسعه یافته یلیوشین ایل-۱۸ بود. 

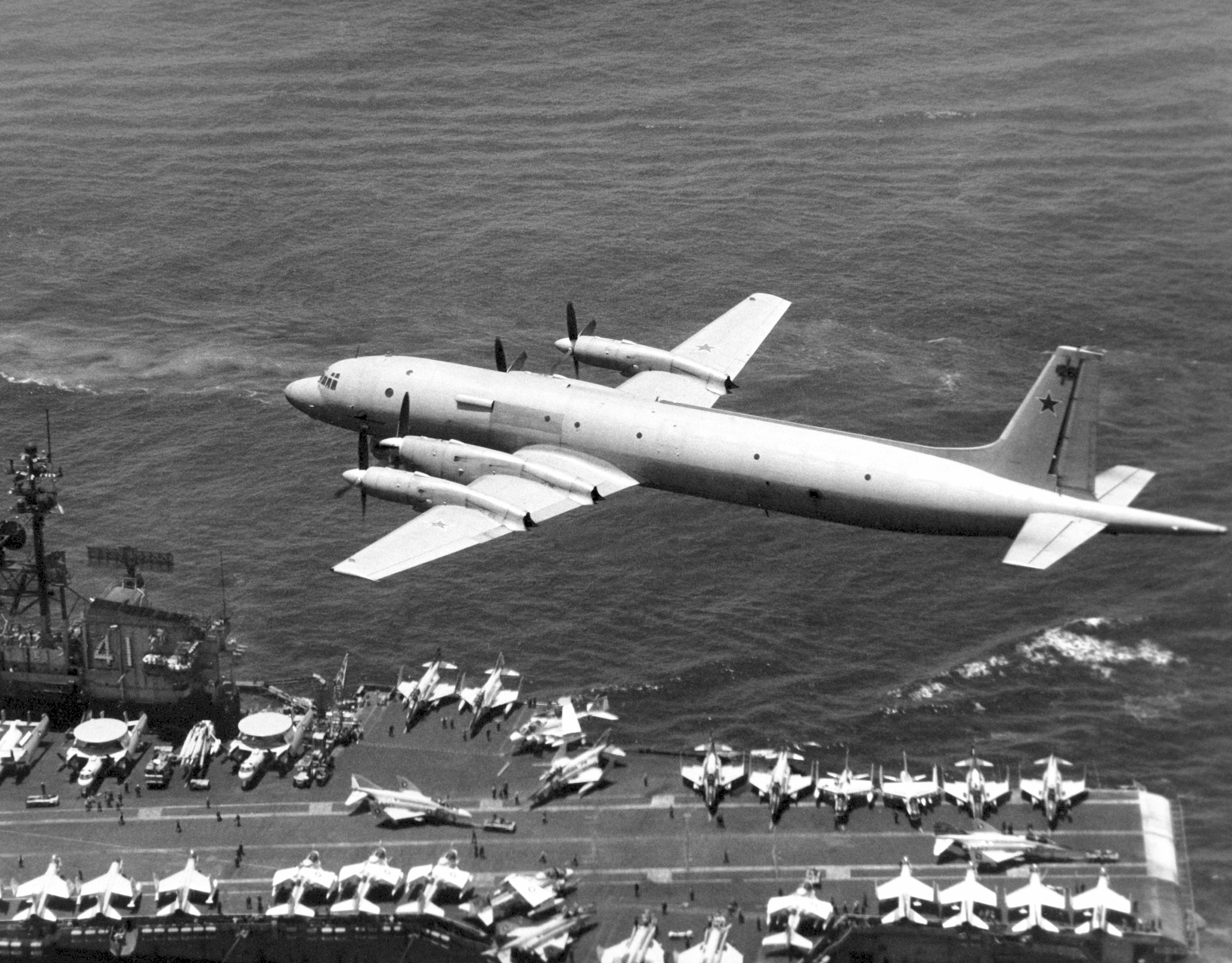
ایلیوشین ایل-۳۸ ممکن است در 18 مه 1979 از USS Midway کم عبور کند

## انواع مختلف

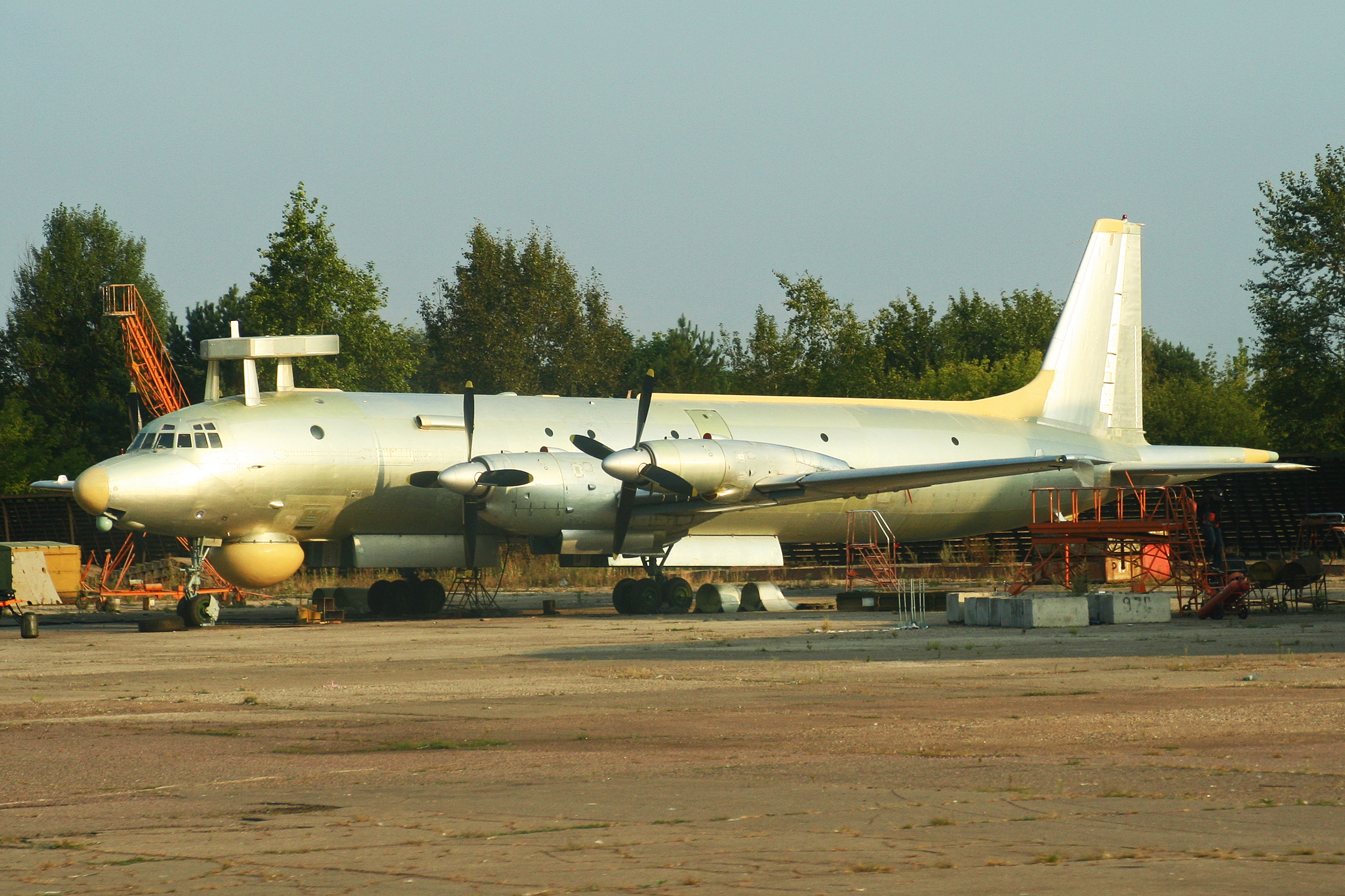
Ilyushin IL-38 بدون مارک ، که بعداً در سال ۱۹۸۳ به نیروی دریایی هند تحویل داده شد و اولین Il-38 نیروی دریایی بود که به استاندارد SD ارتقا یافت.

ایل-۳۸
هواپیماهای تولیدی
ایل-۳۸ام
به عنوان بخشی از سیستم سوخت گیری هوای با استفاده از کاوشگر و گیرنده اصلاح شده. ساخته نشده است.
ایل-۳۸ ام زد
تانکر نوع ایل -۳۸. فقط نمونه اولیه
ایل-۳۸ان
نوع پیشرفته ای که گاهی اوقات به عنوان Il-38SD برای Sea Dragon گفته می شود ، که یک سیستم جستجو و ردیابی جدید است. نسخه نیروی دریایی روسیه مجهز به سیستم Novella P-38 است.  نولا P-38 قادر است اهداف هوایی را در محدوده تا 90 کیلومتر پیدا کند و اشیاء سطحی را در شعاع 320 کیلومتر دنبال کند ، می تواند 32 هدف فوق و زیر آب را به طور همزمان ردیابی کند.  8 هواپیما به نیروی دریایی روسیه تحویل داده شده است.  هواپیماهای ضد زیردریایی مدرن با ناوگان اقیانوس آرام و شمال روسیه وارد کار شدند.  

## کاربران

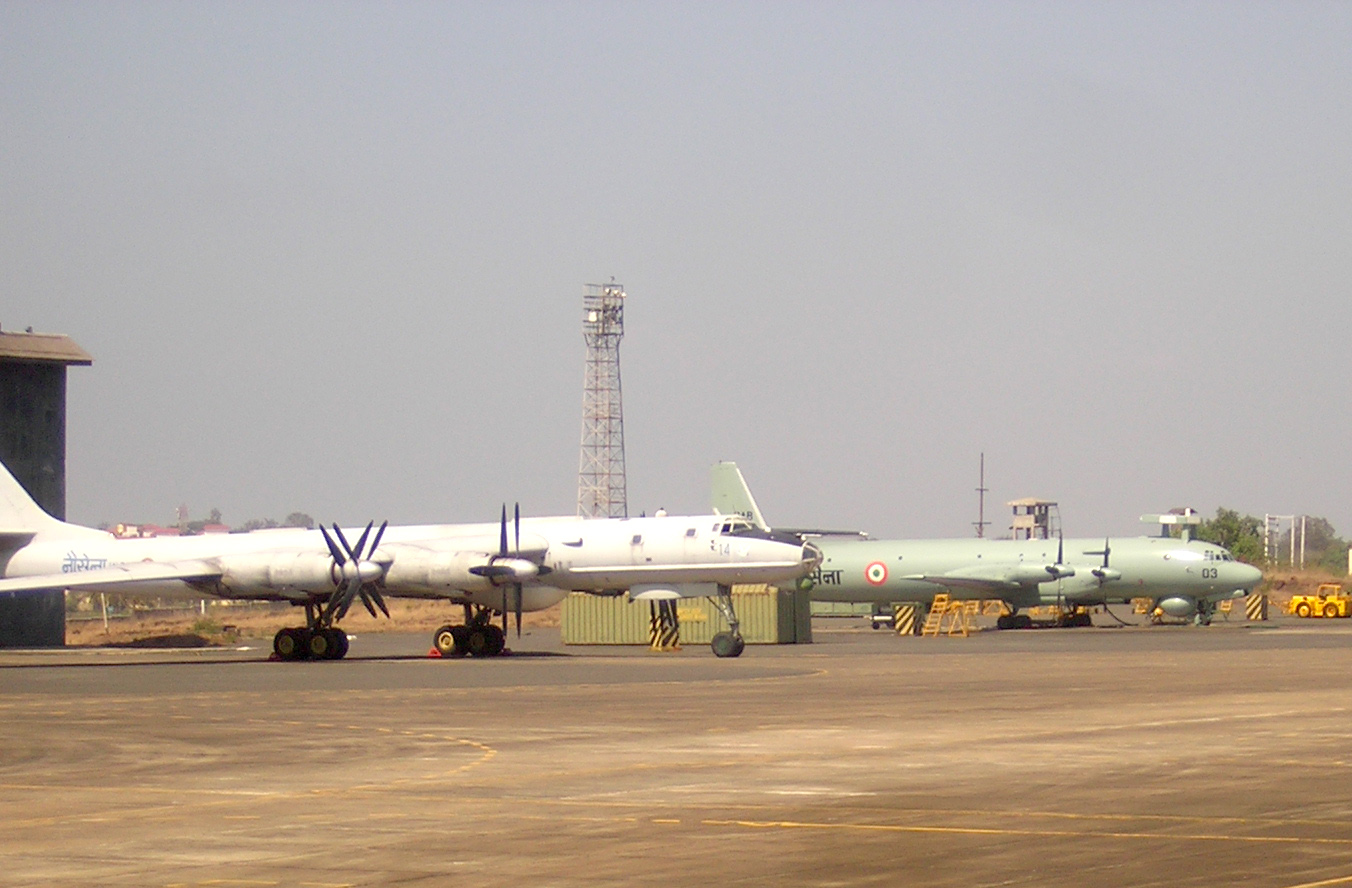
Il-38 نیروی دریایی هند در INS Hansa در گوا ، با یک توپولوف Tu-142 در پیش زمینه

هند
- هوا دریای هند

 روسیه
- هوا دریای روسیه

 اتحاد جماهیر شوروی
- هوا دریای شوروی

## مشخصات (Il-38)
داده‌ها از Russian Navy at  RIAT  1996
ویژگی‌های عمومی
- خدمه: seven-eight[۱]
- طول: ۴۰٫۱۸۵[۱] متر (۱۳۱ فوت ۱۰ اینچ)
- پهنای بال: ۳۷٫۴[۱] متر (۱۲۲ فوت ۸ اینچ)
- ارتفاع: ۱۰٫۱۷[۱] متر (۳۳ فوت ۴ اینچ)
- مساحت بال‌ها: ۱۴۰[۱] متر مربع (۱٬۵۰۰ فوت مربع)
- وزن خالی: ۳۵٬۵۰۰[۱] کیلوگرم (۷۸٬۲۶۴ پوند)
- بیشترین وزن برخاست: ۶۶٬۰۰۰[۱] کیلوگرم (۱۴۵٬۵۰۵ پوند)
- پیشرانه: ۴ عدد turboprop engines Ivchencko/Progress AI-20M[۱], ۳٬۱۵۱ کیلووات (۴٬۲۲۵[۱] اسب بخار)  در هر موتور

عملکرد
- حداکثر سرعت: ۶۴۵ کیلومتر بر ساعت (۴۰۱ مایل بر ساعت، ۳۴۸ گره)
- بُرد معبر: ۷٬۵۰۰ کیلومتر (۴٬۷۰۰ مایل، ۴٬۰۰۰ مایل دریایی)
- مداومت پروازی: 13 hours[۱]
- حداکثر ارتفاع: ۱۱٬۰۰۰[۱] متر (۳۶٬۰۰۰ فوت)
- نرخ صعود: ۵٫۳۳ متر بر ثانیه (۱٬۰۴۹ فوت بر دقیقه)